# 索托德拉韦加
索托德拉韦加，是西班牙卡斯蒂利亚-莱昂莱昂省的一个市镇。 总面积24平方公里，总人口1944人（2001年），人口密度81人/平方公里。